# Protonuraghe

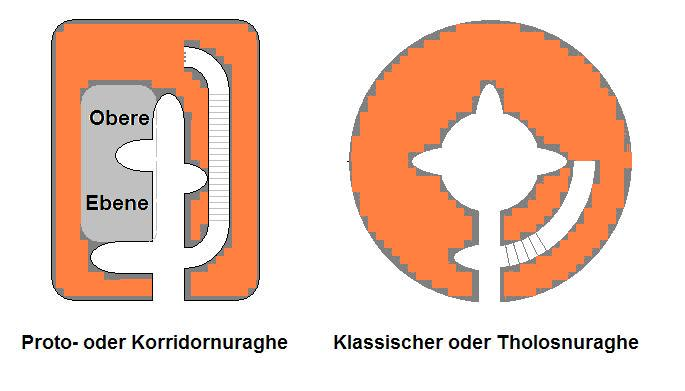
Pianta tipo di un protonuraghe (sinistra) e di un nuraghe classico (destra)

Il protonuraghe è una costruzione in pietra risalente alla prima metà del II millennio a.C. che precede in Sardegna il nuraghe classico. Dei circa 7.000 nuraghi censiti solo 300 circa appartengono a questa tipologia.

## Descrizione

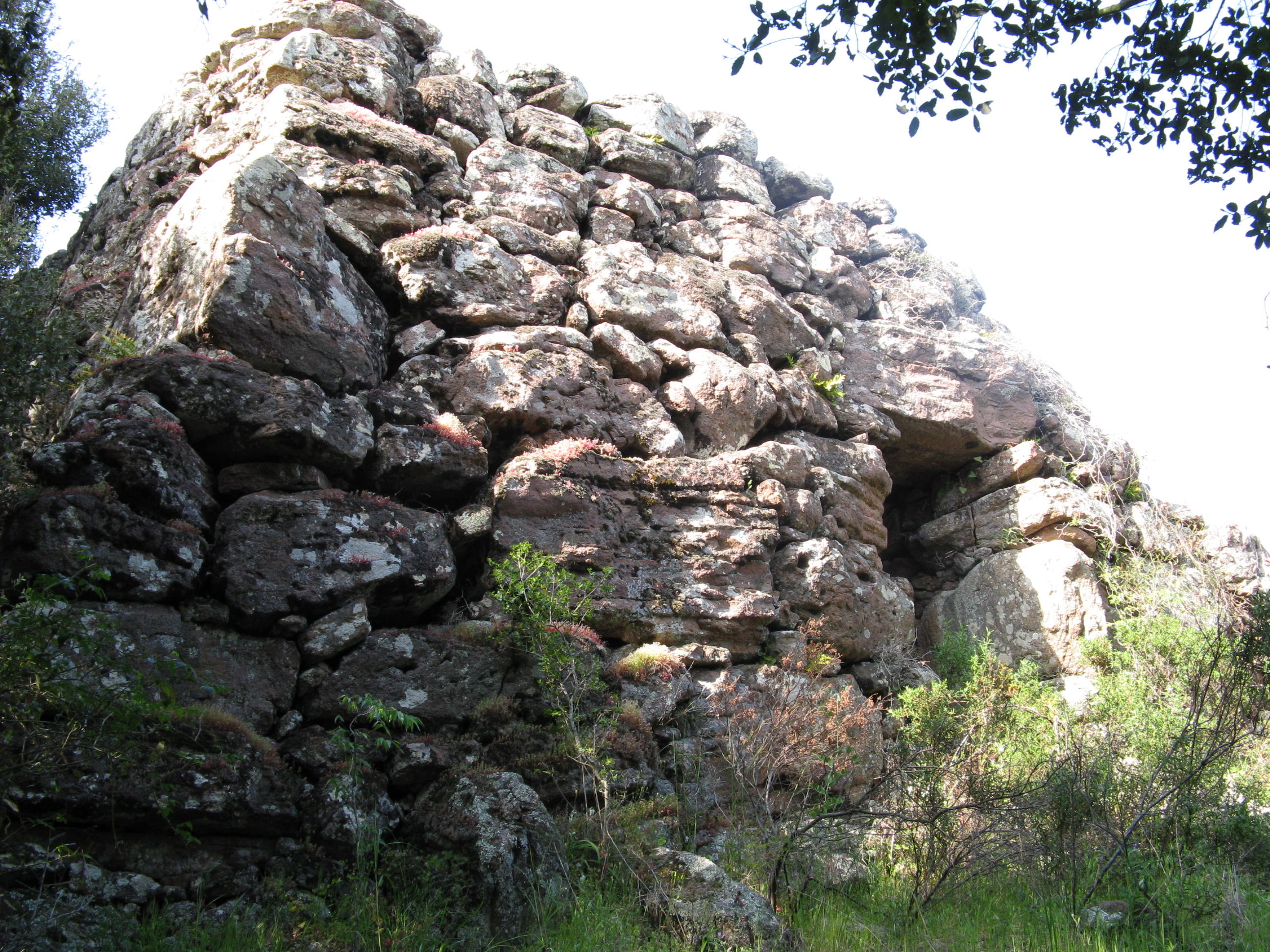
Protonuraghe Fronte 'e Mola di Thiesi, provincia di Sassari

Chiamati anche "pseudo-nuraghi" o "protonuraghi", i nuraghi a corridoio furono edificati tra il 1700 e il 1500 a.C., nel periodo di transizione fra la cultura di Bonnanaro (fase A2 di Sant'Iroxi) e la cultura Sub-Bonnannaro (facies di Sa Turricula). Differiscono in maniera significativa dai nuraghi classici per l'aspetto più tozzo e la planimetria generalmente irregolare e perché al loro interno non ospitano la grande camera circolare tipica del nuraghe, ma uno o più corridoi, o comunque ambienti minori.
L'altezza di norma non superava i 10 metri benché la superficie occupata da queste costruzioni era in media notevolmente maggiore rispetto a quelli a torre.
L'ambiente più funzionale e forse più importante di questi edifici era il terrazzo che probabilmente ospitava delle coperture lignee che fungevano da ambienti abitativi.
Poco conosciuti fino a qualche decennio fa sono al centro di studi e dispute fra gli studiosi che hanno iniziato a considerarli fondamentali per la comprensione della nascita del "fenomeno nuragico". Sulla denominazione stessa non c'è ancora unanimità: il termine "nuraghe a corridoio" è contestato da Giovanni Ugas che preferirebbe l'utilizzo del solo termine "protonuraghe", con connotazione temporale, in base alla precedente costruzione di questo tipo di nuraghe, che comunque rappresenta una regola con molte eccezioni.

## Elenco
Elenco di protonuraghe:
| Nome                               | Comune                  | Provincia    | Coordinate           | Mappa |
| ---------------------------------- | ----------------------- | ------------ | -------------------- | ----- |
| nuraghe s'Orixeddu                 | Quartu Sant'Elena       | Cagliari     | 39.21697°N 9.33822°E | Mappa |
| nuraghe Giummo                     | Sarroch                 | Cagliari     | 39.04287°N 9.03888°E | Mappa |
| nuraghe Monte Arrubiu              | Sarroch                 | Cagliari     | 39.05437°N 9.01366°E | Mappa |
| nuraghe Portu Columbu              | Sarroch                 | Cagliari     | 39.02581°N 9.02494°E | Mappa |
| nuraghe Magangiosa                 | Sestu                   | Cagliari     | 39.33408°N 9.0429°E  | Mappa |
| nuraghe Funtana 'e Landiri         | Sinnai                  | Cagliari     | 39.29758°N 9.26721°E | Mappa |
| nuraghe Lepuri                     | Sinnai                  | Cagliari     | 39.28593°N 9.34524°E | Mappa |
| nuraghe Longu                      | Sinnai                  | Cagliari     | 39.29501°N 9.33482°E | Mappa |
| nuraghe Pirreu                     | Sinnai                  | Cagliari     | 39.32452°N 9.24751°E | Mappa |
| nuraghe Manago                     | Arbus                   | Sud Sardegna | 39.4695°N 8.38773°E  | Mappa |
| nuraghe de su Gattu                | Burcei                  | Sud Sardegna | 39.32345°N 9.44311°E | Mappa |
| nuraghe Laccus                     | Castiadas               | Sud Sardegna | 39.19382°N 9.5389°E  | Mappa |
| nuraghe Monte s'Ollastinu          | Castiadas               | Sud Sardegna | 39.18899°N 9.55619°E | Mappa |
| nuraghe Sabadi                     | Castiadas               | Sud Sardegna | 39.26579°N 9.4982°E  | Mappa |
| nuraghe Domu s'Orcu                | Donori                  | Sud Sardegna | 39.45971°N 9.11404°E | Mappa |
| nuraghe s'Oreri                    | Fluminimaggiore         | Sud Sardegna | 39.44532°N 8.45837°E | Mappa |
| nuraghe Bruncu su Sensu            | Furtei                  | Sud Sardegna | 39.56672°N 8.95941°E | Mappa |
| nuraghe Bruncu su Sensu II         | Furtei                  | Sud Sardegna | 39.55298°N 8.94316°E | Mappa |
| nuraghe Campu Braxiu               | Furtei                  | Sud Sardegna | 39.53589°N 8.97537°E | Mappa |
| nuraghe Bruncu Madui               | Gesturi                 | Sud Sardegna | 39.73108°N 8.99795°E | Mappa |
| nuraghe Corona Maria               | Gonnesa                 | Sud Sardegna | 39.24326°N 8.44639°E | Mappa |
| nuraghe is Bangius                 | Gonnesa                 | Sud Sardegna | 39.22675°N 8.42576°E | Mappa |
| nuraghe Conca Casteddu             | Gonnosfanadiga          | Sud Sardegna | 39.51135°N 8.61979°E | Mappa |
| nuraghe Serra Maletza              | Gonnosfanadiga          | Sud Sardegna | 39.49132°N 8.6507°E  | Mappa |
| nuraghe Togoro                     | Gonnosfanadiga          | Sud Sardegna | 39.45995°N 8.59826°E | Mappa |
| nuraghe is Paulis                  | Guasila                 | Sud Sardegna | 39.54674°N 9.01472°E | Mappa |
| nuraghe sa Narba                   | Isili                   | Sud Sardegna | 39.7823°N 9.1124°E   | Mappa |
| nuraghe Santu Marcu                | Monastir                | Sud Sardegna | 39.39164°N 9.06136°E | Mappa |
| nuraghe Monte Atzei                | Narcao                  | Sud Sardegna | 39.17522°N 8.68175°E | Mappa |
| nuraghe Olia                       | Nurallao                | Sud Sardegna | 39.80671°N 9.08444°E | Mappa |
| nuraghe sa Corona                  | Nuraminis               | Sud Sardegna | 39.47035°N 9.01266°E | Mappa |
| nuraghe Corongiu Maria             | Nurri                   | Sud Sardegna | 39.71853°N 9.26379°E | Mappa |
| nuraghe Sedda Bintirissos          | Nurri                   | Sud Sardegna | 39.71279°N 9.27692°E | Mappa |
| nuraghe Tannara                    | Nurri                   | Sud Sardegna | 39.72421°N 9.16553°E | Mappa |
| nuraghe Sarbassei                  | Sadali                  | Sud Sardegna | 39.78378°N 9.26091°E | Mappa |
| nuraghe Argiddas                   | Samassi                 | Sud Sardegna | 39.50398°N 8.87873°E | Mappa |
| nuraghe Bruncu s'Arruda            | Samatzai                | Sud Sardegna | 39.50934°N 9.01312°E | Mappa |
| nuraghe Coa Margine                | Samatzai                | Sud Sardegna | 39.47716°N 9.00823°E | Mappa |
| nuraghe Pranu Todde                | Samatzai                | Sud Sardegna | 39.51834°N 9.01803°E | Mappa |
| nuraghe su Curruncu                | Samatzai                | Sud Sardegna | 39.45949°N 9.0893°E  | Mappa |
| nuraghe Arriu Abis                 | San Sperate             | Sud Sardegna | 39.36237°N 9.02775°E | Mappa |
| nuraghe Corte Pisanu               | San Sperate             | Sud Sardegna | 39.34462°N 9.04125°E | Mappa |
| nuraghe sa Nuxedda                 | San Sperate             | Sud Sardegna | 39.34635°N 9.01637°E | Mappa |
| nuraghe Cuile Vargiolu             | San Vito                | Sud Sardegna | 39.53114°N 9.57168°E | Mappa |
| nuraghe Diana                      | Santadi                 | Sud Sardegna | 39.09105°N 8.68921°E | Mappa |
| nuraghe Genna su Carru             | Serrenti                | Sud Sardegna | 39.49703°N 9.01163°E | Mappa |
| nuraghe Monte Mannu                | Serrenti                | Sud Sardegna | 39.51556°N 8.96238°E | Mappa |
| nuraghe Monti Acutzu               | Serrenti                | Sud Sardegna | 39.51853°N 8.99584°E | Mappa |
| nuraghe Monti Atziaddei            | Serrenti                | Sud Sardegna | 39.4905°N 8.99118°E  | Mappa |
| nuraghe Monti de su Marchesu       | Serrenti                | Sud Sardegna | 39.5172°N 9.00881°E  | Mappa |
| nuraghe Monti Ibera                | Serrenti                | Sud Sardegna | 39.50357°N 8.97936°E | Mappa |
| nuraghe Monti Porceddu             | Serrenti                | Sud Sardegna | 39.52762°N 8.98467°E | Mappa |
| nuraghe Faurras                    | Villamar                | Sud Sardegna | 39.60297°N 8.93357°E | Mappa |
| nuraghe Trattasi                   | Villanovafranca         | Sud Sardegna | 39.65601°N 9.01999°E | Mappa |
| nuraghe Baccu Biancu               | Villaputzu              | Sud Sardegna | 39.44984°N 9.59439°E | Mappa |
| nuraghe Cuileddu                   | Villaputzu              | Sud Sardegna | 39.54639°N 9.573°E   | Mappa |
| nuraghe Cuili Agus                 | Villaputzu              | Sud Sardegna | 39.45024°N 9.56431°E | Mappa |
| nuraghe Cuili Gureu                | Villaputzu              | Sud Sardegna | 39.45282°N 9.56491°E | Mappa |
| nuraghe Curreli                    | Villaputzu              | Sud Sardegna | 39.55413°N 9.58736°E | Mappa |
| nuraghe Marcialis I                | Villaputzu              | Sud Sardegna | 39.55202°N 9.57941°E | Mappa |
| nuraghe Marcialis II               | Villaputzu              | Sud Sardegna | 39.55181°N 9.57911°E | Mappa |
| nuraghe Perda su Crobu             | Villaputzu              | Sud Sardegna | 39.44244°N 9.59122°E | Mappa |
| nuraghe Perdas Squaddus            | Villaputzu              | Sud Sardegna | 39.46105°N 9.62068°E | Mappa |
| nuraghe Santa Maria su Claru       | Villaputzu              | Sud Sardegna | 39.52481°N 9.60714°E | Mappa |
| nuraghe Pranedda                   | Arzana                  | Nuoro        | 39.56387°N 9.62319°E | Mappa |
| nuraghe Foxi                       | Bari Sardo              | Nuoro        | 39.82188°N 9.6736°E  | Mappa |
| nuraghe Geperarci                  | Bari Sardo              | Nuoro        | 39.86152°N 9.62359°E | Mappa |
| nuraghe Aladorza                   | Birori                  | Nuoro        | 40.25089°N 8.8466°E  | Mappa |
| nuraghe Arbu                       | Birori                  | Nuoro        | 40.23505°N 8.84419°E | Mappa |
| nuraghe Bullitta                   | Birori                  | Nuoro        | 40.27554°N 8.79992°E | Mappa |
| nuraghe Mura Barbaros              | Birori                  | Nuoro        | 40.23964°N 8.81219°E | Mappa |
| nuraghe Oddetta                    | Birori                  | Nuoro        | 40.25533°N 8.83076°E | Mappa |
| nuraghe Oddetta II                 | Birori                  | Nuoro        | 40.25321°N 8.83145°E | Mappa |
| nuraghe s'Iscra de s'Abbasanta     | Birori                  | Nuoro        | 40.25128°N 8.83123°E | Mappa |
| nuraghe de Cannas                  | Bolotana                | Nuoro        | 40.31377°N 8.95933°E | Mappa |
| nuraghe de Gazza                   | Bolotana                | Nuoro        | 40.3137°N 8.93784°E  | Mappa |
| nuraghe Figu                       | Bolotana                | Nuoro        | 40.31205°N 8.95916°E | Mappa |
| nuraghe Perca 'e Pazza             | Bolotana                | Nuoro        | 40.37823°N 8.87658°E | Mappa |
| nuraghe Santa Caterina             | Bolotana                | Nuoro        | 40.32233°N 8.98114°E | Mappa |
| nuraghe Magossula                  | Borore                  | Nuoro        | 40.19432°N 8.77644°E | Mappa |
| nuraghe Aidu Entos                 | Bortigali               | Nuoro        | 40.29619°N 8.81696°E | Mappa |
| nuraghe Berre                      | Bortigali               | Nuoro        | 40.27986°N 8.85608°E | Mappa |
| nuraghe Carrarzu Iddia             | Bortigali               | Nuoro        | 40.2867°N 8.81913°E  | Mappa |
| nuraghe Coattos                    | Bortigali               | Nuoro        | 40.28405°N 8.81327°E | Mappa |
| nuraghe Cuguttu                    | Bortigali               | Nuoro        | 40.24902°N 8.86608°E | Mappa |
| nuraghe Mura Elighe                | Bortigali               | Nuoro        | 40.25174°N 8.86949°E | Mappa |
| nuraghe Muradda                    | Bortigali               | Nuoro        | 40.27566°N 8.83931°E | Mappa |
| nuraghe San Martino                | Bortigali               | Nuoro        | 40.28089°N 8.86414°E | Mappa |
| nuraghe s'Arbarighinu              | Bortigali               | Nuoro        | 40.25252°N 8.87401°E | Mappa |
| nuraghe Seriale                    | Bortigali               | Nuoro        | 40.27314°N 8.8476°E  | Mappa |
| nuraghe su Nou de Pedramaggiore    | Bortigali               | Nuoro        | 40.31164°N 8.84232°E | Mappa |
| nuraghe Tusari                     | Bortigali               | Nuoro        | 40.26867°N 8.86933°E | Mappa |
| nuraghe Orrule                     | Dorgali                 | Nuoro        | 40.3778°N 9.50437°E  | Mappa |
| nuraghe su Barcu                   | Dorgali                 | Nuoro        | 40.33078°N 9.65275°E | Mappa |
| nuraghe Bardalazzu                 | Dualchi                 | Nuoro        | 40.23922°N 8.86412°E | Mappa |
| nuraghe Bilippone                  | Dualchi                 | Nuoro        | 40.23424°N 8.91258°E | Mappa |
| nuraghe Crabas                     | Dualchi                 | Nuoro        | 40.24682°N 8.89127°E | Mappa |
| nuraghe Cubas                      | Dualchi                 | Nuoro        | 40.2459°N 8.87937°E  | Mappa |
| nuraghe Frenugarzu                 | Dualchi                 | Nuoro        | 40.24235°N 8.86469°E | Mappa |
| nuraghe Iscala Etza                | Dualchi                 | Nuoro        | 40.24431°N 8.90374°E | Mappa |
| nuraghe Ono                        | Dualchi                 | Nuoro        | 40.24377°N 8.91514°E | Mappa |
| nuraghe Sulivera                   | Dualchi                 | Nuoro        | 40.24486°N 8.91816°E | Mappa |
| nuraghe Uana                       | Dualchi                 | Nuoro        | 40.23125°N 8.87092°E | Mappa |
| nuraghe Nole                       | Fonni                   | Nuoro        | 40.10723°N 9.25202°E | Mappa |
| nuraghe Orgoi                      | Fonni                   | Nuoro        | 40.10908°N 9.32736°E | Mappa |
| nuraghe sa Sergente                | Fonni                   | Nuoro        | 40.14536°N 9.26247°E | Mappa |
| nuraghe s'Uturu 'e Mesu            | Fonni                   | Nuoro        | 40.11292°N 9.23761°E | Mappa |
| nuraghe Trementu                   | Fonni                   | Nuoro        | 40.07334°N 9.24579°E | Mappa |
| nuraghe Boniloghe                  | Galtellì                | Nuoro        | 40.35812°N 9.58514°E | Mappa |
| nuraghe Calistru                   | Galtellì                | Nuoro        | 40.39677°N 9.58398°E | Mappa |
| nuraghe Strulliu                   | Galtellì                | Nuoro        | 40.37125°N 9.60087°E | Mappa |
| nuraghe Istelazze                  | Gavoi                   | Nuoro        | 40.16117°N 9.27071°E | Mappa |
| nuraghe Orta sa Mola               | Jerzu                   | Nuoro        | 39.60088°N 9.55686°E | Mappa |
| nuraghe Ozzastros                  | Lei                     | Nuoro        | 40.28131°N 8.94322°E | Mappa |
| nuraghe Crastu Ruju                | Loculi                  | Nuoro        | 40.40382°N 9.59743°E | Mappa |
| nuraghe Janna Bassa                | Lodè                    | Nuoro        | 40.56707°N 9.53356°E | Mappa |
| nuraghe Mandras                    | Macomer                 | Nuoro        | 40.24276°N 8.74577°E | Mappa |
| nuraghe Mene                       | Macomer                 | Nuoro        | 40.23385°N 8.7392°E  | Mappa |
| nuraghe Monte Manzanu              | Macomer                 | Nuoro        | 40.29242°N 8.75515°E | Mappa |
| nuraghe Monte Pitzolu              | Macomer                 | Nuoro        | 40.26637°N 8.74566°E | Mappa |
| nuraghe Monte Sara                 | Macomer                 | Nuoro        | 40.24364°N 8.71643°E | Mappa |
| nuraghe Orbentile                  | Macomer                 | Nuoro        | 40.25159°N 8.77133°E | Mappa |
| nuraghe Serra Meana                | Macomer                 | Nuoro        | 40.23183°N 8.7377°E  | Mappa |
| nuraghe su Nou de Craba 'e Jana    | Macomer                 | Nuoro        | 40.23509°N 8.6919°E  | Mappa |
| nuraghe su Nou de Tiriani          | Macomer                 | Nuoro        | 40.28773°N 8.76008°E | Mappa |
| nuraghe su Salighe                 | Macomer                 | Nuoro        | 40.24396°N 8.78596°E | Mappa |
| nuraghe Tottori                    | Macomer                 | Nuoro        | 40.23004°N 8.73978°E | Mappa |
| nuraghe Irididdo                   | Noragugume              | Nuoro        | 40.23854°N 8.93506°E | Mappa |
| nuraghe Badu 'e Chercu             | Oliena                  | Nuoro        | 40.29216°N 9.36834°E | Mappa |
| nuraghe Predaru                    | Oliena                  | Nuoro        | 40.28983°N 9.51747°E | Mappa |
| nuraghe Susune                     | Oliena                  | Nuoro        | 40.2689°N 9.36155°E  | Mappa |
| nuraghe Corcove                    | Orotelli                | Nuoro        | 40.29145°N 9.09198°E | Mappa |
| nuraghe Masone Martine             | Ortueri                 | Nuoro        | 39.99675°N 8.9819°E  | Mappa |
| nuraghe Badde Suergiu              | Ottana                  | Nuoro        | 40.24153°N 9.04716°E | Mappa |
| nuraghe Bigozzi                    | Ottana                  | Nuoro        | 40.22622°N 9.07056°E | Mappa |
| nuraghe Bittaleo                   | Ottana                  | Nuoro        | 40.19143°N 9.02694°E | Mappa |
| nuraghe Bruscas                    | Ottana                  | Nuoro        | 40.26087°N 9.0562°E  | Mappa |
| nuraghe Concheddu                  | Ottana                  | Nuoro        | 40.24898°N 9.04814°E | Mappa |
| nuraghe Ena 'e Olzai               | Ottana                  | Nuoro        | 40.23241°N 9.06492°E | Mappa |
| nuraghe Muntone                    | Ottana                  | Nuoro        | 40.25296°N 9.05666°E | Mappa |
| nuraghe Porchiles                  | Ottana                  | Nuoro        | 40.22921°N 9.03943°E | Mappa |
| nuraghe Serra Sozzastru            | Ottana                  | Nuoro        | 40.20173°N 9.02176°E | Mappa |
| nuraghe su Gatto                   | Ottana                  | Nuoro        | 40.20936°N 9.0418°E  | Mappa |
| nuraghe Tonoizzo                   | Ottana                  | Nuoro        | 40.23635°N 9.06491°E | Mappa |
| nuraghe Unena                      | Ottana                  | Nuoro        | 40.20985°N 9.03539°E | Mappa |
| nuraghe Monte Idda                 | Posada                  | Nuoro        | 40.62765°N 9.71202°E | Mappa |
| nuraghe Posada                     | Posada                  | Nuoro        | 40.63795°N 9.72434°E | Mappa |
| nuraghe Mura s'Inzamo              | Silanus                 | Nuoro        | 40.25879°N 8.92934°E | Mappa |
| nuraghe Muros Cunculos             | Silanus                 | Nuoro        | 40.28572°N 8.92633°E | Mappa |
| nuraghe Ortu                       | Silanus                 | Nuoro        | 40.27191°N 8.87979°E | Mappa |
| nuraghe sa Itria                   | Silanus                 | Nuoro        | 40.27463°N 8.93399°E | Mappa |
| nuraghe sa Mura e s'Ulimu          | Silanus                 | Nuoro        | 40.2704°N 8.94252°E  | Mappa |
| nuraghe s'Eligogu                  | Silanus                 | Nuoro        | 40.25633°N 8.93474°E | Mappa |
| nuraghe Sorighes                   | Silanus                 | Nuoro        | 40.25948°N 8.9391°E  | Mappa |
| nuraghe Tutturighe                 | Silanus                 | Nuoro        | 40.28096°N 8.93166°E | Mappa |
| nuraghe Elighe                     | Sindia                  | Nuoro        | 40.32643°N 8.6954°E  | Mappa |
| nuraghe Losa                       | Sindia                  | Nuoro        | 40.3186°N 8.69511°E  | Mappa |
| nuraghe sa Domu Bianca             | Siniscola               | Nuoro        | 40.58531°N 9.74241°E | Mappa |
| nuraghe su Piconte                 | Siniscola               | Nuoro        | 40.50296°N 9.74874°E | Mappa |
| nuraghe Talei                      | Sorgono                 | Nuoro        | 40.00827°N 9.04471°E | Mappa |
| nuraghe Calavrigus                 | Tertenia                | Nuoro        | 39.66559°N 9.56561°E | Mappa |
| nuraghe Marragi                    | Tertenia                | Nuoro        | 39.6773°N 9.57051°E  | Mappa |
| nuraghe sa Menga                   | Tertenia                | Nuoro        | 39.70517°N 9.56712°E | Mappa |
| nuraghe Betzu                      | Torpè                   | Nuoro        | 40.66135°N 9.6164°E  | Mappa |
| nuraghe Costa Arangiu              | Tortolì                 | Nuoro        | 39.92797°N 9.63846°E | Mappa |
| nuraghe Monte Terli                | Tortolì                 | Nuoro        | 39.91473°N 9.67487°E | Mappa |
| nuraghe Nuraxeddu                  | Tortolì                 | Nuoro        | 39.89497°N 9.65233°E | Mappa |
| nuraghe Mura 'e Lauros             | Abbasanta               | Oristano     | 40.17747°N 8.7376°E  | Mappa |
| nuraghe su Serrau 'e sa Murrighesa | Abbasanta               | Oristano     | 40.13469°N 8.7763°E  | Mappa |
| nuraghe Arculentu                  | Aidomaggiore            | Oristano     | 40.1729°N 8.80441°E  | Mappa |
| nuraghe Arghentu                   | Aidomaggiore            | Oristano     | 40.20099°N 8.82719°E | Mappa |
| nuraghe Bernardu Pala              | Aidomaggiore            | Oristano     | 40.19211°N 8.81755°E | Mappa |
| nuraghe Bolessene                  | Aidomaggiore            | Oristano     | 40.17881°N 8.87153°E | Mappa |
| nuraghe Coronzu                    | Aidomaggiore            | Oristano     | 40.16166°N 8.87827°E | Mappa |
| nuraghe Fenugu II                  | Aidomaggiore            | Oristano     | 40.18636°N 8.78691°E | Mappa |
| nuraghe Frontelizzos               | Aidomaggiore            | Oristano     | 40.15752°N 8.87079°E | Mappa |
| nuraghe Mura Fratta                | Aidomaggiore            | Oristano     | 40.17027°N 8.82951°E | Mappa |
| nuraghe Ozzilo                     | Aidomaggiore            | Oristano     | 40.15579°N 8.84621°E | Mappa |
| nuraghe Padru Longu                | Aidomaggiore            | Oristano     | 40.15283°N 8.87951°E | Mappa |
| nuraghe Riu                        | Aidomaggiore            | Oristano     | 40.1762°N 8.86826°E  | Mappa |
| nuraghe sa Bastia                  | Aidomaggiore            | Oristano     | 40.15487°N 8.85491°E | Mappa |
| nuraghe sa Mura                    | Aidomaggiore            | Oristano     | 40.14902°N 8.87852°E | Mappa |
| nuraghe Sedinas                    | Aidomaggiore            | Oristano     | 40.16444°N 8.85749°E | Mappa |
| nuraghe su Monte                   | Aidomaggiore            | Oristano     | 40.17924°N 8.85382°E | Mappa |
| nuraghe Toliana                    | Aidomaggiore            | Oristano     | 40.15736°N 8.85559°E | Mappa |
| nuraghe Urigu                      | Aidomaggiore            | Oristano     | 40.1866°N 8.8679°E   | Mappa |
| nuraghe Padroriu                   | Ales                    | Oristano     | 39.75919°N 8.81915°E | Mappa |
| nuraghe Santa Vittoria             | Bauladu                 | Oristano     | 40.01634°N 8.67446°E | Mappa |
| nuraghe Aurras                     | Bonarcado               | Oristano     | 40.10807°N 8.64383°E | Mappa |
| nuraghe Crastu                     | Bonarcado               | Oristano     | 40.08161°N 8.67566°E | Mappa |
| nuraghe Genna Uda                  | Bonarcado               | Oristano     | 40.09638°N 8.68317°E | Mappa |
| nuraghe Muschiu                    | Bonarcado               | Oristano     | 40.09071°N 8.67622°E | Mappa |
| nuraghe sa Cunzada                 | Bonarcado               | Oristano     | 40.09783°N 8.65751°E | Mappa |
| nuraghe sa Perdera                 | Bonarcado               | Oristano     | 40.09625°N 8.68067°E | Mappa |
| nuraghe Temannu                    | Bonarcado               | Oristano     | 40.10231°N 8.67654°E | Mappa |
| nuraghe su Montigu                 | Boroneddu               | Oristano     | 40.10583°N 8.86716°E | Mappa |
| nuraghe Marapala                   | Busachi                 | Oristano     | 40.02337°N 8.89135°E | Mappa |
| nuraghe Sa Giacca                  | Busachi                 | Oristano     | 40.02251°N 8.88471°E | Mappa |
| nuraghe sa Pala 'e sa Pira         | Busachi                 | Oristano     | 39.98932°N 8.85688°E | Mappa |
| nuraghe Caddaris                   | Flussio                 | Oristano     | 40.26246°N 8.54391°E | Mappa |
| nuraghe Carcheras                  | Flussio                 | Oristano     | 40.23485°N 8.55277°E | Mappa |
| nuraghe Murciu                     | Flussio                 | Oristano     | 40.25579°N 8.54576°E | Mappa |
| nuraghe Pranu Antoni               | Fordongianus            | Oristano     | 39.99747°N 8.83584°E | Mappa |
| nuraghe Tadone                     | Fordongianus            | Oristano     | 40.00387°N 8.83171°E | Mappa |
| nuraghe Canchedda                  | Ghilarza                | Oristano     | 40.07467°N 8.81622°E | Mappa |
| nuraghe Mortos                     | Ghilarza                | Oristano     | 40.13603°N 8.8627°E  | Mappa |
| nuraghe Sumboe                     | Ghilarza                | Oristano     | 40.09204°N 8.86057°E | Mappa |
| nuraghe Chiccu Eccis               | Gonnostramatza          | Oristano     | 39.66212°N 8.80625°E | Mappa |
| nuraghe Pala s'Arrideli            | Gonnostramatza          | Oristano     | 39.65892°N 8.79608°E | Mappa |
| nuraghe Sant'Arbara                | Magomadas               | Oristano     | 40.2491°N 8.54251°E  | Mappa |
| nuraghe Spignau                    | Marrubiu                | Oristano     | 39.74674°N 8.68841°E | Mappa |
| nuraghe Stevi                      | Masullas                | Oristano     | 39.70785°N 8.80034°E | Mappa |
| nuraghe Riu 'e sa Tanca            | Milis                   | Oristano     | 40.05329°N 8.66169°E | Mappa |
| nuraghe Tronza                     | Milis                   | Oristano     | 40.05623°N 8.65188°E | Mappa |
| nuraghe Turriga                    | Milis                   | Oristano     | 40.05053°N 8.62793°E | Mappa |
| nuraghe Friorosu                   | Mogorella               | Oristano     | 39.87692°N 8.87772°E | Mappa |
| nuraghe Serra Muru                 | Mogoro                  | Oristano     | 39.68551°N 8.74519°E | Mappa |
| nuraghe Bena Ghiu I                | Montresta               | Oristano     | 40.39373°N 8.51044°E | Mappa |
| nuraghe Bena Ghiu II               | Montresta               | Oristano     | 40.39397°N 8.50961°E | Mappa |
| nuraghe Nuratolu                   | Montresta               | Oristano     | 40.40242°N 8.49043°E | Mappa |
| nuraghe sa Rughe                   | Montresta               | Oristano     | 40.42188°N 8.50632°E | Mappa |
| nuraghe Scala Quaddus              | Narbolia                | Oristano     | 40.05069°N 8.55733°E | Mappa |
| nuraghe Mura Perdosa               | Norbello                | Oristano     | 40.14059°N 8.82944°E | Mappa |
| nuraghe Pardu Iscra                | Norbello                | Oristano     | 40.15693°N 8.83371°E | Mappa |
| nuraghe Sirbonica                  | Norbello                | Oristano     | 40.15075°N 8.8571°E  | Mappa |
| nuraghe Suei                       | Norbello                | Oristano     | 40.14309°N 8.82712°E | Mappa |
| nuraghe Fruscos                    | Paulilatino             | Oristano     | 40.07266°N 8.75515°E | Mappa |
| nuraghe Galla II                   | Paulilatino             | Oristano     | 40.0497°N 8.77195°E  | Mappa |
| nuraghe Goronna                    | Paulilatino             | Oristano     | 40.08482°N 8.73864°E | Mappa |
| nuraghe Perdosu                    | Paulilatino             | Oristano     | 40.05699°N 8.73152°E | Mappa |
| nuraghe Pitzu                      | Paulilatino             | Oristano     | 40.06318°N 8.78086°E | Mappa |
| nuraghe Ponte Etzu                 | Paulilatino             | Oristano     | 40.05897°N 8.77999°E | Mappa |
| nuraghe S'Ena e Santu Juanne       | Paulilatino             | Oristano     | 40.08684°N 8.77931°E | Mappa |
| nuraghe Ziringonis                 | Paulilatino             | Oristano     | 40.05348°N 8.7378°E  | Mappa |
| nuraghe Zroccu                     | Paulilatino             | Oristano     | 40.08843°N 8.69477°E | Mappa |
| nuraghe Funtanedda                 | Sagama                  | Oristano     | 40.26197°N 8.57332°E | Mappa |
| nuraghe Mulineddu II               | Sagama                  | Oristano     | 40.26449°N 8.58134°E | Mappa |
| nuraghe Pascialzos                 | Sagama                  | Oristano     | 40.25533°N 8.59185°E | Mappa |
| nuraghe Columbargiu                | Scano di Montiferro     | Oristano     | 40.20682°N 8.59762°E | Mappa |
| nuraghe Cunculu                    | Scano di Montiferro     | Oristano     | 40.24017°N 8.6396°E  | Mappa |
| nuraghe 'e Cuncula                 | Scano di Montiferro     | Oristano     | 40.20787°N 8.59857°E | Mappa |
| nuraghe Musu 'e Rios               | Scano di Montiferro     | Oristano     | 40.23458°N 8.5941°E  | Mappa |
| nuraghe Araiola                    | Sedilo                  | Oristano     | 40.17602°N 8.92725°E | Mappa |
| nuraghe Calavrighedu               | Sedilo                  | Oristano     | 40.18648°N 8.91613°E | Mappa |
| nuraghe Culi Pesau                 | Sedilo                  | Oristano     | 40.18332°N 8.9891°E  | Mappa |
| nuraghe de su Conte III            | Sedilo                  | Oristano     | 40.19043°N 8.89652°E | Mappa |
| nuraghe Filigorri                  | Sedilo                  | Oristano     | 40.19143°N 9.00093°E | Mappa |
| nuraghe Filigorri II               | Sedilo                  | Oristano     | 40.18876°N 8.99786°E | Mappa |
| nuraghe Iscra Ilozza               | Sedilo                  | Oristano     | 40.16861°N 8.89412°E | Mappa |
| nuraghe Isei                       | Sedilo                  | Oristano     | 40.16213°N 8.9426°E  | Mappa |
| nuraghe Ladu                       | Sedilo                  | Oristano     | 40.20854°N 8.91638°E | Mappa |
| nuraghe Luciferu                   | Sedilo                  | Oristano     | 40.18843°N 8.99332°E | Mappa |
| nuraghe Maria Leredda              | Sedilo                  | Oristano     | 40.19116°N 8.99703°E | Mappa |
| nuraghe Melas                      | Sedilo                  | Oristano     | 40.20375°N 8.91969°E | Mappa |
| nuraghe Mura Surzaga               | Sedilo                  | Oristano     | 40.18051°N 8.88048°E | Mappa |
| nuraghe Oligai                     | Sedilo                  | Oristano     | 40.19543°N 8.88289°E | Mappa |
| nuraghe Oruine                     | Sedilo                  | Oristano     | 40.16244°N 8.91341°E | Mappa |
| nuraghe Pizzinnu                   | Sedilo                  | Oristano     | 40.1837°N 8.92234°E  | Mappa |
| nuraghe sa Maddalena               | Sedilo                  | Oristano     | 40.19554°N 8.9114°E  | Mappa |
| nuraghe Santu Antine 'e Campu      | Sedilo                  | Oristano     | 40.19534°N 8.89567°E | Mappa |
| nuraghe Scudu                      | Sedilo                  | Oristano     | 40.1739°N 8.88918°E  | Mappa |
| nuraghe Serra Maiore               | Sedilo                  | Oristano     | 40.16558°N 8.96028°E | Mappa |
| nuraghe Serra Sanae                | Sedilo                  | Oristano     | 40.17131°N 8.96102°E | Mappa |
| nuraghe Ulinu                      | Sedilo                  | Oristano     | 40.17789°N 8.88964°E | Mappa |
| nuraghe Banzos                     | Seneghe                 | Oristano     | 40.0977°N 8.6069°E   | Mappa |
| nuraghe Campuliedda                | Seneghe                 | Oristano     | 40.07218°N 8.58573°E | Mappa |
| nuraghe Coa Perdosa                | Seneghe                 | Oristano     | 40.09009°N 8.59484°E | Mappa |
| nuraghe Cracheras                  | Seneghe                 | Oristano     | 40.0872°N 8.59629°E  | Mappa |
| nuraghe Narba                      | Seneghe                 | Oristano     | 40.08725°N 8.58746°E | Mappa |
| nuraghe Pista II                   | Seneghe                 | Oristano     | 40.09778°N 8.58711°E | Mappa |
| nuraghe Umbulos                    | Seneghe                 | Oristano     | 40.10048°N 8.62223°E | Mappa |
| nuraghe Baragiones                 | Sennariolo              | Oristano     | 40.20159°N 8.5244°E  | Mappa |
| nuraghe Murcu                      | Sennariolo              | Oristano     | 40.22607°N 8.55943°E | Mappa |
| nuraghe Rodeddu                    | Sennariolo              | Oristano     | 40.21396°N 8.56134°E | Mappa |
| nuraghe Traversa                   | Siligo                  | Sassari      | 40.3635°N 8.4404°E   | Mappa |
| nuraghe Corona                     | Soddì                   | Oristano     | 40.12904°N 8.86801°E | Mappa |
| nuraghe Crastu                     | Soddì                   | Oristano     | 40.1397°N 8.86687°E  | Mappa |
| nuraghe Crastu II                  | Soddì                   | Oristano     | 40.14043°N 8.86791°E | Mappa |
| nuraghe Pidighi II                 | Solarussa               | Oristano     | 40.00057°N 8.70564°E | Mappa |
| nuraghe Urasa                      | Solarussa               | Oristano     | 40.01616°N 8.71042°E | Mappa |
| nuraghe Crabosu                    | Sorradile               | Oristano     | 40.14223°N 8.98516°E | Mappa |
| nuraghe Marzeddu                   | Sorradile               | Oristano     | 40.14026°N 9.00404°E | Mappa |
| nuraghe Cannedu                    | Suni                    | Oristano     | 40.27718°N 8.53952°E | Mappa |
| nuraghe Fraigada                   | Suni                    | Oristano     | 40.27991°N 8.56295°E | Mappa |
| nuraghe Lighedu                    | Suni                    | Oristano     | 40.29111°N 8.56028°E | Mappa |
| nuraghe sa Idda Bezza              | Suni                    | Oristano     | 40.31467°N 8.56114°E | Mappa |
| nuraghe Seneghe                    | Suni                    | Oristano     | 40.27926°N 8.53925°E | Mappa |
| nuraghe sas Perderas               | Tadasuni                | Oristano     | 40.09279°N 8.8824°E  | Mappa |
| nuraghe Sorighe                    | Tadasuni                | Oristano     | 40.11821°N 8.88819°E | Mappa |
| nuraghe su Pranu II                | Tadasuni                | Oristano     | 40.11396°N 8.87882°E | Mappa |
| nuraghe Benas                      | Tresnuraghes            | Oristano     | 40.23933°N 8.52624°E | Mappa |
| nuraghe Tepporo                    | Tresnuraghes            | Oristano     | 40.22071°N 8.49422°E | Mappa |
| nuraghe Spei                       | Villa Sant'Antonio      | Oristano     | 39.8478°N 8.89572°E  | Mappa |
| nuraghe Corongiu Arrubiu           | Villa Verde             | Oristano     | 39.81498°N 8.79583°E | Mappa |
| nuraghe Nuraxeddu                  | Villaurbana             | Oristano     | 39.87913°N 8.7867°E  | Mappa |
| nuraghe sa Mitza                   | Villaurbana             | Oristano     | 39.87652°N 8.76756°E | Mappa |
| nuraghe Ferulas                    | Anela                   | Sassari      | 40.465°N 8.98552°E   | Mappa |
| nuraghe Siana                      | Anela                   | Sassari      | 40.42759°N 9.09186°E | Mappa |
| nuraghe Siccadores                 | Anela                   | Sassari      | 40.48146°N 8.99703°E | Mappa |
| nuraghe Albucciu                   | Arzachena               | Sassari      | 41.06792°N 9.4097°E  | Mappa |
| nuraghe de Luzzanas                | Benetutti               | Sassari      | 40.43695°N 9.13066°E | Mappa |
| nuraghe Serra 'e Coddos            | Benetutti               | Sassari      | 40.41381°N 9.12396°E | Mappa |
| nuraghe Ortana                     | Bono                    | Sassari      | 40.38592°N 9.06139°E | Mappa |
| nuraghe sos Nuraghes               | Bottidda                | Sassari      | 40.39438°N 9.02734°E | Mappa |
| nuraghe Concatile                  | Bulzi                   | Sassari      | 40.87362°N 8.87245°E | Mappa |
| nuraghe Agnu                       | Calangianus             | Sassari      | 40.90405°N 9.16741°E | Mappa |
| nuraghe Fugoni                     | Castelsardo             | Sassari      | 40.88449°N 8.72273°E | Mappa |
| nuraghe Cobesciu                   | Chiaramonti             | Sassari      | 40.72178°N 8.83241°E | Mappa |
| nuraghe Tetti                      | Chiaramonti             | Sassari      | 40.7181°N 8.79533°E  | Mappa |
| nuraghe Pinnadu                    | Cossoine                | Sassari      | 40.43141°N 8.68815°E | Mappa |
| nuraghe Iscra Longa                | Esporlatu               | Sassari      | 40.37616°N 9.00856°E | Mappa |
| nuraghe Alzola Trigale             | Florinas                | Sassari      | 40.60924°N 8.64864°E | Mappa |
| nuraghe Pedra Lada                 | Florinas                | Sassari      | 40.648°N 8.64823°E   | Mappa |
| nuraghe sa Coiada Noa              | Florinas                | Sassari      | 40.61104°N 8.61573°E | Mappa |
| nuraghe Sardia                     | Florinas                | Sassari      | 40.59736°N 8.64141°E | Mappa |
| nuraghe Tuvu 'e Sorighe            | Florinas                | Sassari      | 40.62348°N 8.65132°E | Mappa |
| nuraghe Don Furadu                 | Giave                   | Sassari      | 40.47226°N 8.77501°E | Mappa |
| nuraghe Feruledu                   | Giave                   | Sassari      | 40.45492°N 8.77583°E | Mappa |
| nuraghe Figu                       | Giave                   | Sassari      | 40.46787°N 8.76626°E | Mappa |
| nuraghe Sa Domu 'e s'Orcu          | Ittireddu               | Sassari      | 40.54425°N 8.89101°E | Mappa |
| nuraghe Abbarghente                | Ittiri                  | Sassari      | 40.56157°N 8.61111°E | Mappa |
| nuraghe Cirolo                     | Ittiri                  | Sassari      | 40.56123°N 8.56397°E | Mappa |
| nuraghe Planu Codinas              | Ittiri                  | Sassari      | 40.58893°N 8.60102°E | Mappa |
| nuraghe sa Figu                    | Ittiri                  | Sassari      | 40.60433°N 8.58934°E | Mappa |
| nuraghe Paulusedda                 | Martis                  | Sassari      | 40.78383°N 8.86831°E | Mappa |
| nuraghe Duscamine                  | Nule                    | Sassari      | 40.49677°N 9.25641°E | Mappa |
| nuraghe Culatolzu                  | Olbia                   | Sassari      | 40.96814°N 9.48485°E | Mappa |
| nuraghe Lattumbrosu                | Olbia                   | Sassari      | 40.97156°N 9.48165°E | Mappa |
| nuraghe Nuragadena                 | Olbia                   | Sassari      | 40.96386°N 9.49456°E | Mappa |
| nuraghe Oddastru Colvu             | Olbia                   | Sassari      | 40.96412°N 9.50417°E | Mappa |
| nuraghe su Casteddu                | Olmedo                  | Sassari      | 40.63156°N 8.39746°E | Mappa |
| nuraghe Monti Uri                  | Oschiri                 | Sassari      | 40.68845°N 9.06065°E | Mappa |
| nuraghe su Cadelanu                | Oschiri                 | Sassari      | 40.69341°N 9.08189°E | Mappa |
| nuraghe Ulia                       | Oschiri                 | Sassari      | 40.69819°N 9.05903°E | Mappa |
| nuraghe Pascialzos                 | Ossi                    | Sassari      | 40.65299°N 8.61899°E | Mappa |
| nuraghe Salabia                    | Ossi                    | Sassari      | 40.63472°N 8.6267°E  | Mappa |
| nuraghe su Bullone                 | Ossi                    | Sassari      | 40.62737°N 8.62902°E | Mappa |
| nuraghe Crabiles                   | Ozieri                  | Sassari      | 40.60215°N 9.04598°E | Mappa |
| nuraghe Pianu de Lezzu             | Ozieri                  | Sassari      | 40.61953°N 9.00683°E | Mappa |
| nuraghe Sant'Alvera                | Ozieri                  | Sassari      | 40.56372°N 8.9362°E  | Mappa |
| nuraghe Campudulimu                | Perfugas                | Sassari      | 40.81433°N 8.93686°E | Mappa |
| nuraghe Muru de Prideros           | Perfugas                | Sassari      | 40.8117°N 8.89038°E  | Mappa |
| nuraghe Santu Ainzu                | Ploaghe                 | Sassari      | 40.6947°N 8.80454°E  | Mappa |
| nuraghe Sauccos                    | Ploaghe                 | Sassari      | 40.68977°N 8.80984°E | Mappa |
| nuraghe Isolana                    | Santa Maria Coghinas    | Sassari      | 40.8835°N 8.88939°E  | Mappa |
| nuraghe Monti di lu Nuracu         | Sant'Antonio di Gallura | Sassari      | 40.99512°N 9.30287°E | Mappa |
| nuraghe Pilotta                    | Sassari                 | Sassari      | 40.79688°N 8.36323°E | Mappa |
| nuraghe Cannalzu                   | Sedini                  | Sassari      | 40.85313°N 8.74765°E | Mappa |
| nuraghe Lu Furrazzeddu             | Sedini                  | Sassari      | 40.84783°N 8.81571°E | Mappa |
| nuraghe Budas                      | Tempio Pausania         | Sassari      | 40.91154°N 9.15201°E | Mappa |
| nuraghe Nuracu Culbinu             | Tempio Pausania         | Sassari      | 40.93565°N 9.11411°E | Mappa |
| nuraghe Sedda                      | Tempio Pausania         | Sassari      | 40.89527°N 9.11078°E | Mappa |
| nuraghe Tanca Manna                | Tempio Pausania         | Sassari      | 40.87983°N 9.12035°E | Mappa |
| nuraghe Badde Lua                  | Tergu                   | Sassari      | 40.86283°N 8.72717°E | Mappa |
| nuraghe Lu Nuracacciu              | Tergu                   | Sassari      | 40.87742°N 8.75878°E | Mappa |
| nuraghe Fronte 'e Mola             | Thiesi                  | Sassari      | 40.53498°N 8.66661°E | Mappa |
| nuraghe Lustria                    | Tissi                   | Sassari      | 40.64063°N 8.59608°E | Mappa |
| nuraghe Cassaros                   | Torralba                | Sassari      | 40.47535°N 8.80547°E | Mappa |
| nuraghe Tulis alto                 | Torralba                | Sassari      | 40.49262°N 8.81974°E | Mappa |
| nuraghe Pigalva                    | Tula                    | Sassari      | 40.7222°N 9.01626°E  | Mappa |
| nuraghe sa Mandra Manna            | Tula                    | Sassari      | 40.73384°N 9.00841°E | Mappa |
| nuraghe Sorighina                  | Tula                    | Sassari      | 40.74283°N 9.01267°E | Mappa |
| nuraghe Peppe Gallu                | Uri                     | Sassari      | 40.67504°N 8.46722°E | Mappa |